# توماش زالیفسکی
توماش زالیفسکی (لهستانی: Tomasz Zaliwski؛ ۱۵ دسامبر ۱۹۲۹ – ۱۳ ژوئیهٔ ۲۰۰۶) بازیگر تئاتر، سینما و تلویزیون اهل لهستان بود.
از فیلم‌ها یا برنامه‌های تلویزیونی که وی در آن نقش داشته‌است، می‌توان به سرنوشت‌های لهستانی، چگونه جنگ جهانی دوم را آغاز کردم، نخستین روز آزادی، شور، جمهوری امید، به‌دور از جاده، لهستان بازسازی‌شده، عملیات هیملر، مرگ یک رئیس‌جمهور، خاکستر، سه داستان، لغزش، جادوگر (مجموعه تلویزیونی)، جادوگر (فیلم) و چهار تانکچی و یک سگ اشاره کرد.